# Ахмед-паша Херцеговић
Ахмед-паша Херцеговић (рођ. Стефан Херцеговић Косача; 1455, Херцег Нови - 21. јул 1517, Цариград) био је српски племић из породице Косача и велики везир (1497—1498, 1503—1506, 1511, 1512—1514, 1515—1516) и главни адмирал (1506—1511) Османског царства.

## Биографија
Рођен је као трећи син Стефана Вукчића Косаче (1404—1466), који је био четврти гувернер Босне (1435—1448), и првог херцега од Светога Саве Хумске и Приморске земље (1448–1466). Његов брат Владислав Херцеговић (1427—1489), био је последњи херцег од Светог Саве (1466—1483), а полусестра Катарина краљица Босне (1425—1478) године.
Детињство је провео у Захумљу и Дубровнику, где је стекао основно образовање. Након што је Стефан Косача признао вазалство Херцеговине према Османлијама, отац га је послао у Истанбул султану Мехмеду II Освајачу. Тако је млади Херцеговић школовање наставио у Ендеруну, где је научио турски језик и основе ислама.
Године 1470. Стефен Херцеговић је прешао на ислам и добио ново име - Херсекзаде Ахмед-паша (или Херсекли Ахмед-паша). Служио је три османска султана - Мехмеда II Освајача, Бајазита II и Селима I Јауза. Учествовао је у многим турским освајачким кампањама.
Године 1481. после смрти султана Мехмеда II Освајача, његови синови почињу међусобне борбе за власт. Беглербег Румелије Херсекли Ахмед-паша подржао је шехзада Бајазита, намесника Амасије против шехзада Џема, намесника Коније. У мају 1481. Бајазит је иступио испред свог брата, дошао из Амасије у Истанбул, где је преузео престо султана. Године 1484. Херцеговић је именован за беглербега Анадолије.
Две године касније, 1483. Ахмед-паша Херцеговић води турску војску на свог старијег брата, херцега од Светог Саве Владислава Херцеговића, ког је поразио и након тога Херцеговина постаје санџак Босанског пашалука те заједно, део Отоманског царства.
У марту, 1486. Ахмед-паша Херцеговић је предводио турску војску која је била поражена у бици код Адана од стране Мамлука. Он је био заробљен и послат у Каиро. Године 1488. Херцеговић је пуштен из заробљеништва, а онда је поново учествовао у рату против египатских Мамлука. Када је именован за команданта отоманске флоте, морао је да подржава копнене снаге, коју је предовело беглербег Румелија Хадим Али-паша. Уласком у спорне територије, Турци су заузели неколико мамлучких утврђења. Плашећи се за Кипар, Млечани су послали своју морнарицу на ово острво како би се спречио напад Отоманске флоте на плаже овог млетачког поседа. Тада, Ахмед-паша окреће морнарицу према заливу Искендерун ка обали Мале Азије, да се суочи са мамелучком војском која је напредовала од Сирије. Међутим, због велике олује Отоманска морнарица је претрпела велике губитке, и град је пао у руке Мамлука, па су освајачи глатко наставили да напредују према Адани. Командант турске копнене војске Хадим Али-паша, доживео је потпуни пораз и побегао. Ахмед-паша је остао сам и смогао је довољно снаге да победи одреде Мамлука, који су се враћали према Алепу.
Године 1490. мамлучка војска заузела је Караман и планира да опколи Кајсери у централном делу Мале Азије. Султан Бајазит II је брзо послао против њих војску под командом свога зета Ахмед-паше Херцеговића, који је присилио Мамелуке на повлачење.
У марту, 1497. Ахмед-паша Херцеговић је од стране султана Бајазита Другог, први пут именован за новог везира Османског царства. На тој функцији се задржао годину дана. Следеће године 1498. новим везиром је проглашен Чандарли Ибрахим-паша (1498—1499).
Године 1503. Херцеговић је по други пут именован за великог везира, али је већ 1506. добровољно напустио овај положај. У периоду од 1506. до 1511. обавља дужност адмирала (капудан-паша) отоманске флоте.
У јулу 1511. после смрти великог везира Хадим Али-паше, Ахмед-паша Херцеговић је само неколико месеци био поново на положају великог везира. Већ 1512. за великог везира је постављен Коџи Мустафа-паша, а након њега Ахмед-паша поново по четврти пут обавља стару функцију великог везира.
У новембру 1514. султан Селим I је најпре сменио, а потом и ухапсио Ахмед-паша Херцеговића, а на његово место именовао Дукакинзаде Ахмед-пашу (1514—1515). Херцеговић је касније ослобођен, те у септембру 1515. је по пети пут именован за великог везира. У априлу 1516. је поново смењен и затворен у замку Једикуле, након чега је касније пуштен.
Након ових хапшења, Ахмед-паша је једно време провео у османском Египту, након чега се враћа у Малу Азију. Умро је 21. јула 1517. године у Караманмарашу. Сахрањен је на свом имању на обали Мраморног мора у селу Дил, који је касније по њему преименовано у Херсек. Са султанијом Хунди имао је синове Али-бега, Ахмед-бега, Мустафу-бега и Мехмед-бега; те ћерке Камершах султанију, Хумашах султанију, Ајнишах султанију и Махтумзаде султанију. Иза себе, оставио је пуно подигнутих задужбина.